# 대한민국의 스키장 목록
다음은 대한민국에 존재하는 스키장의 목록이다.

## 강원특별자치도

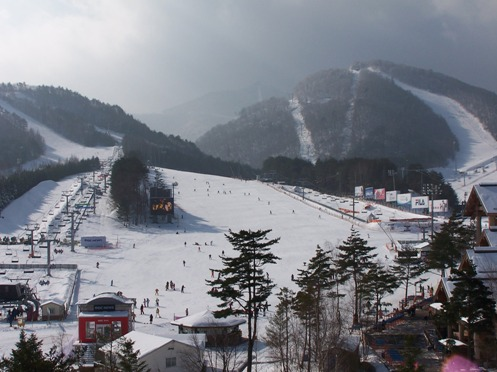
용평리조트

- 대명비발디파크
- 알펜시아
- 엘리시안 강촌
- 오크밸리
- 오투리조트
- 용평리조트
- 웰리힐리파크
- 하이원
- 휘닉스 파크

## 경기도

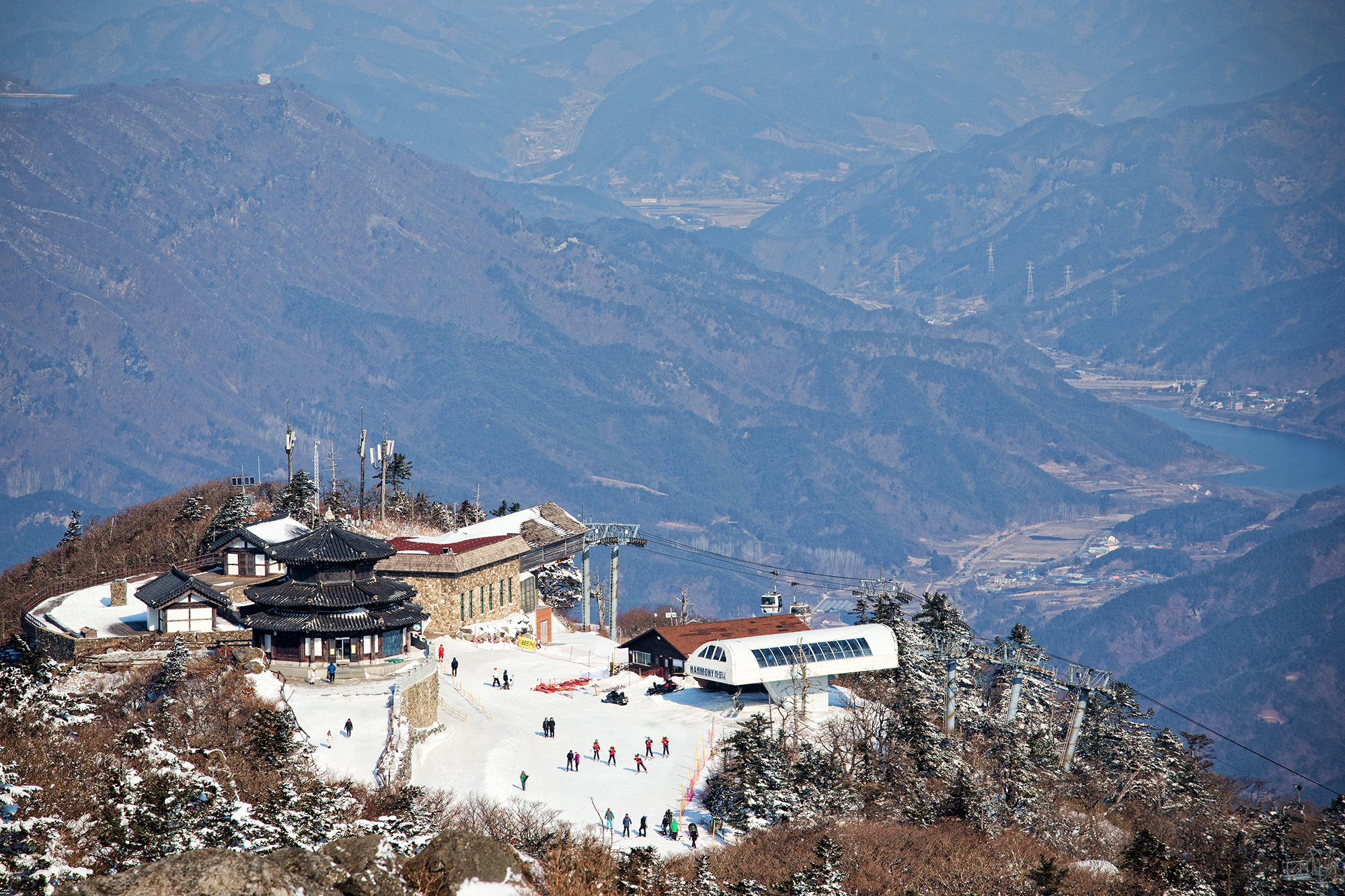
무주덕유산리조트

- 곤지암리조트
- 지산포레스트리조트

## 전라북도
- 무주덕유산리조트

## 경상남도
- 에덴밸리리조트

## 폐장한 스키장
- 베어스타운
- 서울리조트
- 황령산 스노우캐슬
- 수안보 스키장
- 스타힐리조트
- 알프스 스키장
- 양지파인리조트
- 웅진플레이도시
- 정선 알파인 경기장